# Licínio de Almeida
Licínio de Almeida là một đô thị thuộc bang Bahia, Brasil. Đô thị này có diện tích 785,417 km², dân số năm 2007 là 11080 người, mật độ 14,1 người/km².